# 坡垒
坡垒（学名：Hopea hainanensis）又名海南柯比木，海南坡壘，为龙脑香科坡垒属下的常绿乔木。分布于中国和越南。其种加词“hainanensis”意为“海南的”。

## 形态
树高25～30米。树干通直。暗褐色树皮，纵裂块脱落。小枝被灰色腺状短毛。椭圆形暗绿色革质的叶片互生，叶柄有皱纹。圆锥花序顶生或腋生，小花于单侧着生。卵形坚果，宿存的萼翅5片，2片最大。8～9月开花，3～4月果熟。

## 分布
垂直分布在海拔400～800米的山谷、东南坡面，也沿山谷下延至海拔300米的沟旁。喜生于温暖、湿润、静风的山谷雨林环境。是海南岛热带低地雨林的冠层树种。

## 用途
木材结构致密，纹理交错，质坚重，干后少开裂，不变形，材色棕褐，油润美观，特别耐浸渍、日晒，不虫蛀，埋于地下40年不朽。

## 保护
因坡垒作为木材而被过度利用，导致种群衰退。被IUCN评为濒危(EN)等级, 被《中国植物红皮书》定为濒危物种,中国国家I级保护植物, 被中国国家林业和草原局列为极小种群野生植物。